# 田部井涼
田部井 涼（たべい りょう、1999年6月25日 - ）は、群馬県前橋市出身のプロサッカー選手。Jリーグ・ファジアーノ岡山所属。ポジションはミッドフィールダー（MF）。

## 来歴
前橋育英高校では2年次と3年次に全国高等学校サッカー選手権大会に出場。主将を務めた3年次の第96回大会では悲願の初優勝を果たし、自身はチームメイトの後藤田亘輝、角田涼太朗、松田陸、飯島陸とともに大会優秀選手に選ばれた。
高校卒業後は法政大学に進学し、サッカー部でプレー。主将を務めた4年次の総理大臣杯では初戦直前のウォームアップ中に負傷しそのまま離脱する不運に見舞われたが、チームは優勝を果たした。
2021年4月5日、2022年シーズンからの横浜FC加入内定が発表された。また同月16日には特別指定選手に承認された。
2022年4月3日、J2リーグ第8節のFC琉球戦でプロデビューを飾った。
2023年、ファジアーノ岡山へ期限付き移籍。
2025月4月6日、2025年Jリーグ第9節FC東京戦で決勝ゴールを挙げる。なお、このゴールで2025明治安田J1リーグ月間ベストゴール（4月度）を受賞。

## 人物
- 実父もサッカー経験者で、1990年に前橋商業高校の一員として全国高等学校サッカー選手権大会に出場している[10]。
- 前橋育英時代は双子の兄弟でチームメイトの田部井悠とともに「田部井ツインズ」として全国的に名が知られていた[11]。
- 松井蓮之、蓑田広大、飯島陸、佐藤大樹、田中和樹は大学の同期[12]。特に飯島は高校も含め7年間チームメイトだった。

## 所属クラブ
- 図南SC前橋
- 前橋FC
- 前橋育英高等学校
- 法政大学
  - 2021年  横浜FC (特別指定選手)
- 2022年 - 2023年  横浜FC
  - 2023年  ファジアーノ岡山FC (期限付き移籍)
- 2024年 -  ファジアーノ岡山FC

## 個人成績
| 国内大会個人成績 | 国内大会個人成績 | 国内大会個人成績 | 国内大会個人成績 | 国内大会個人成績             | 国内大会個人成績 | 国内大会個人成績 | 国内大会個人成績 | 国内大会個人成績 | 国内大会個人成績 | 国内大会個人成績 | 国内大会個人成績 |
| 年度             | クラブ           | 背番号           | リーグ           | リーグ戦                     | リーグ戦         | リーグ杯         | リーグ杯         | オープン杯       | オープン杯       | 期間通算         | 期間通算         |
| 年度             | クラブ           | 背番号           | リーグ           | 出場                         | 得点             | 出場             | 得点             | 出場             | 得点             | 出場             | 得点             |
| 日本             | 日本             | 日本             | 日本             | リーグ戦                     | リーグ戦         | リーグ杯         | リーグ杯         | 天皇杯           | 天皇杯           | 期間通算         | 期間通算         |
| ---------------- | ---------------- | ---------------- | ---------------- | ---------------------------- | ---------------- | ---------------- | ---------------- | ---------------- | ---------------- | ---------------- | ---------------- |
| 2022             | 横浜FC           | 14               | J2               | 16                           | 0                | -                | -                | 2                | 0                | 18               | 0                |
| 2023             | 岡山             | 41               | J2               | 36                           | 2                | -                | -                | 1                | 0                | 37               | 2                |
| 2024             | 岡山             | 14               | J2               | 15                           | 1                | 0                | 0                | 0                | 0                | 15               | 1                |
| 2025             | 岡山             | 14               | J1               |                              |                  |                  |                  |                  |                  |                  |                  |
| 通算             | 日本             | 日本             | J1               | \|\|\|\|\|\|\|\|\|\|\|\|\|\| |                  |                  |                  |                  |                  |                  |                  |
| 通算             | 日本             | 日本             | J2               | 67                           | 3                | 0                | 0                | 3                | 0                | 70               | 3                |
| 総通算           | 総通算           | 総通算           | 総通算           | 67                           | 3                | 0                | 0                | 3                | 0                | 70               | 3                |

- 2021年は特別指定選手としての出場は無し。

その他公式戦
- Jリーグ初出場 - 2022年4月3日 J2第8節 FC琉球戦 (ニッパツ三ツ沢球技場)
- Jリーグ初得点 - 2023年6月3日 J2第19節 徳島ヴォルティス戦 (シティライトスタジアム)

- 2024年
  - J1昇格プレーオフ：2試合0得点

## 選抜歴
- 2018年 日本高校選抜[13]
- 2019年 U-20全日本大学選抜[14]

## タイトル

### クラブ
前橋育英高校
- 全国高等学校サッカー選手権大会: (2017年)

法政大学
- アミノバイタルカップ: (2018年)
- 全日本大学サッカー選手権大会: (2018年)
- 総理大臣杯全日本大学サッカートーナメント: (2021年)

### 代表・選抜
関東大学選抜A
- デンソーカップサッカー（2021年）

### 個人
- 全国高等学校総合体育大会優秀選手: (2017年)[15]
- 全国高等学校サッカー選手権大会優秀選手: (2017年)